# Aloe mendesii
Aloe mendesii är en grästrädsväxtart som beskrevs av Gilbert Westacott Reynolds. Aloe mendesii ingår i släktet Aloe och familjen grästrädsväxter. Inga underarter finns listade i Catalogue of Life.